# Parafia Zesłania Ducha Świętego w Kopajgrodzie
Parafia Zesłania Ducha Świętego w Kopajgrodzie – parafia znajdująca się w diecezji kamienieckiej w dekanacie barskim, na Ukrainie. Liczy ok. 175 wiernych.
W Kopajgrodzie nie rezyduje obecnie żaden duchowny. Parafia obsługiwana jest przez księży z parafii św. Anny w Barze.

## Historia
Kościół rozpoczęto budować w 1624 (w roku powstania miasta) i oddano do użytku w 1635. Został on później zniszczony. W 1798 wzniesiono nową świątynię. Pod koniec XIX w. parafia liczyła ponad 1900 wiernych. W 1933 świątynia została zamknięta przez komunistów. Zwrócona wiernym w 1991. 17 października 1998 wyremontowany kościół konsekrował biskup kamieniecki Jan Olszański.